# AM.39 Exocet

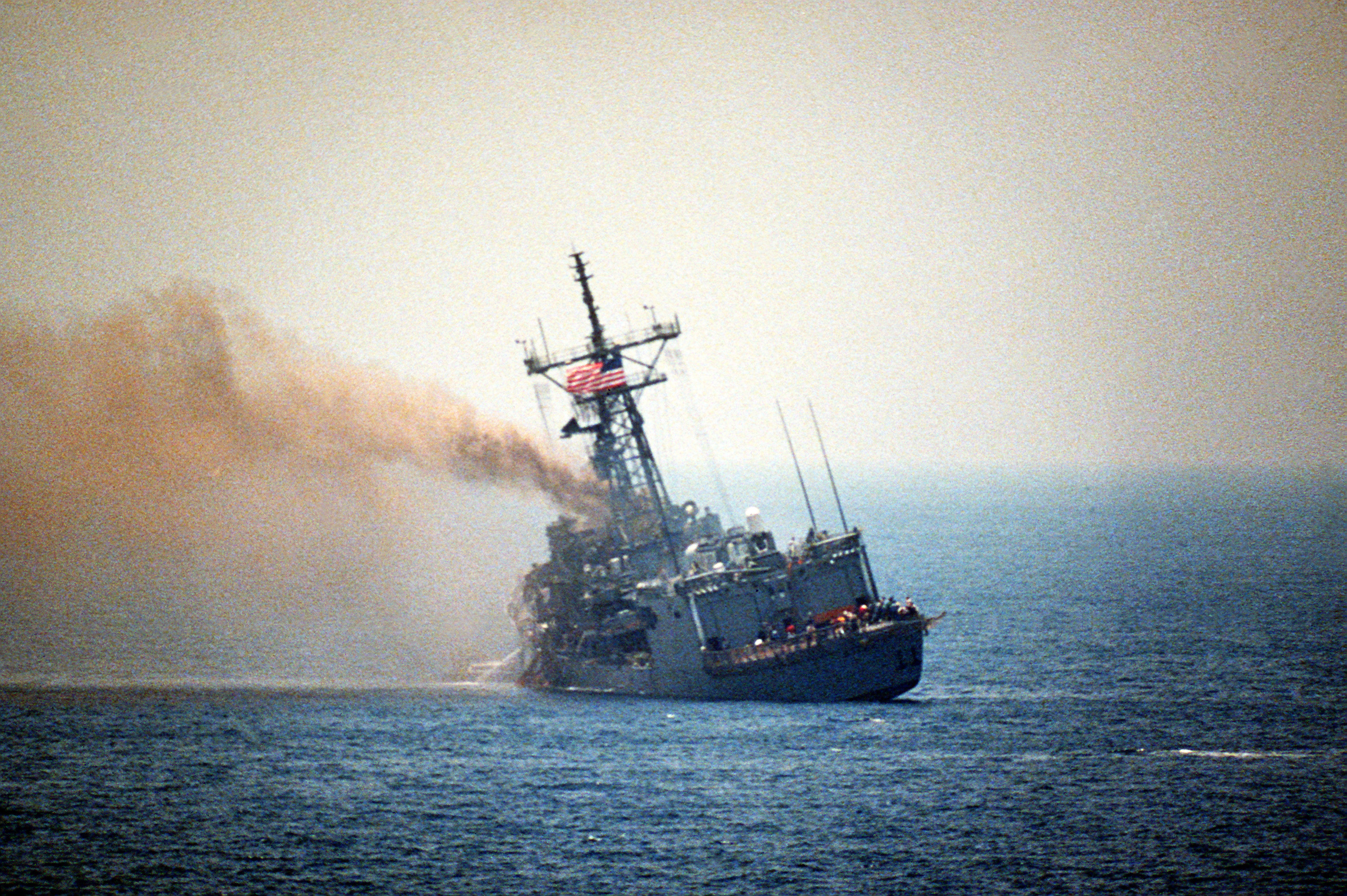
A USS Stark fregattot 1987. május 17-én egy iraki Mirage F.1 iráni tankernek vélte, és két AM.39 Exocettel súlyosan megrongálta, 37 tengerész halálát okozva.

Az AM.39 Exocet hajók elleni irányított rakétacsalád, melyet Franciaországban fejlesztettek ki a hatvanas-hetvenes években. Az MM.38 és az MM.40 a hadihajóról, az AM.39 a repülőgépről, az SM.39 a tengeralattjáróról indítható változat. A rakétát nagy számban exportálták, és számos hajót elsüllyesztettek vagy megrongáltak velük a Falkland-szigeteki háborúban, valamint az irak-iráni háború idején a Perzsa-öbölben.